# Isabelle Ameganvi
Isabelle Ameganvi (* 3. September 1961 in Kpalimé) ist eine togolesische Juristin, Bürgerrechtlerin, Politikerin und  Feministin. Sie wurde bei den Parlamentswahlen 2007 als Vertreterin der Union des forces de changement (UFC) und 2013 als Kandidatin der Alliance des démocrates pour le développement intégral (ADDI) in die Nationalversammlung von Togo gewählt. Isabelle Ameganvi ist die Vorsitzende der Frauengruppe der Organisation Sauvons le Togo.

## Leben
Isabelle Ameganvi wird 1961 als sechstes von acht Geschwistern in Togo geboren. Nach dem Besuch des Lycée de Tokoin in Lomé erwarb sie 1983 ihr Baccalauréat am Lycée Jean-Baptiste-Say in Paris. Anschließend nahm sie ein Studium der Rechtswissenschaften an der Université Paris I und der Université du Bénin (heute Université de Lomé) in Togo auf, das sie 1990 mit einem Master abschloss. 1994 erhielt sie ihre Zulassung als Rechtsanwältin und machte anschließend eine zweijährige Weiterbildung an der École de formation des Barreaux in Paris und Colmar in Frankreich. Ab 1997 setzte sie sich als Rechtsanwältin in Togo ehrenamtlich für die Verteidigung von Studenten, politischen Gefangenen, Journalisten, Gewerkschaftlern und anderen Verfechtern der Menschenrechte und Frauenrechte ein. Sie war von 2007 bis 2010 und von 2013 bis 2018 Abgeordnete in der Nationalversammlung von Togo. Sie ist unverheiratet und hat eine Tochter.

## Aufruf zum Sexstreik in Togo
Bei einer Kundgebung am 25. August 2012 in Lomé rief sie die Frauen ihres Landes, mit den Worten; „Ladies, ihr müsst das Tor zum 'Mutterland' verschlossen halten!“ zu einem siebentägigen Sexstreik auf, um eine Wahlrechtsreform des amtierenden Präsidenten Faure Gnassingbé zu verhindern, die es Gnassingbés Partei leichter machen soll, bei Wahlen im Oktober 2012 Parlamentssitze zu gewinnen. Der 46-Jährige ist seit 2005 an der Macht. Togo wird seit vier Jahrzehnten vom gleichen Familienclan regiert.